# Rhamnus grandifolius
Rhamnus grandifolius är en brakvedsväxtart som beskrevs av Fisch. och C. A. Mey.. Rhamnus grandifolius ingår i släktet getaplar, och familjen brakvedsväxter. Inga underarter finns listade i Catalogue of Life.